# Ogniwo Bunsena

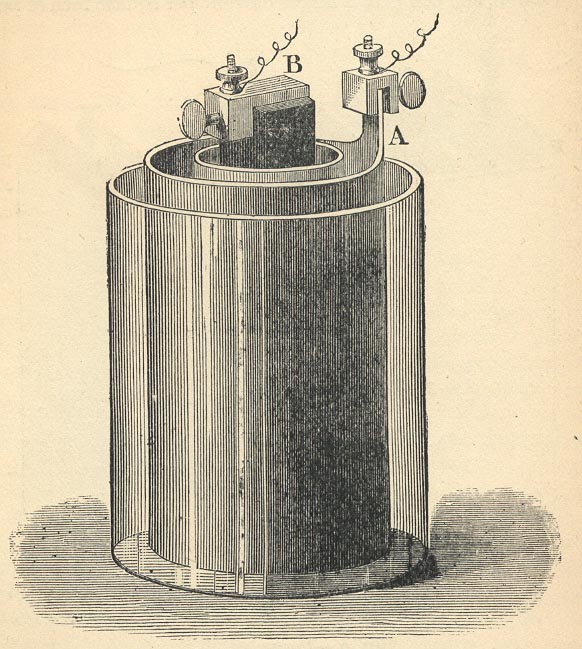
Skonstruowane ogniwo w 1841 roku przez Roberta Wilhelma Bunsena (1811–1899), w którym anodą był cynk, a katodą pręt grafitowy

Ogniwo Bunsena (ogniwo cynkowo-węglowe) – ogniwo galwaniczne skonstruowane w 1841 roku przez Roberta Bunsena. Bunsen zastosował w nim ciekły depolaryzator.
Konstrukcja ma znaczenie historyczne, obecnie nie jest stosowana ze względu na używane silnie żrące odczynniki (kwas siarkowy i azotowy) oraz wydzielanie podczas pracy tlenku azotu. Dzięki zastosowaniu wydajnego depolaryzatora ogniwo daje przez dłuższy czas prąd elektryczny o znacznym natężeniu. Bunsen używał baterii ogniw do elektrolizy stopionych soli, otrzymując metaliczny magnez (1852) lit, wapń, stront i bar (1854–1855).

## Budowa
Ogniwo składa się (patrz rysunek) z ceramicznego naczynia, w którym znajduje się cylindryczna płytka cynkowa (Zn) stanowiąca anodę (na rys A). Wewnątrz umieszczone jest ceramiczne naczynie, w którym umieszczona jest grafitowa (węglowa) katoda (na rys. B). Ceramika wewnętrznego naczynia jest porowata, zapewnia przepływ prądu, ale ogranicza mieszanie się znajdującego na zewnątrz niego roztworu elektrolitu a wewnątrz, depolaryzatora. Elektrolitem jest roztwór kwasu siarkowego (H2SO4) (10%), depolaryzatorem elektrody węglowej jest kwas azotowy (HNO3). SEM wynosi ok. 1,7 V.

## Działanie
W wyniku reakcji utleniania cynku (Zn) na anodzie i redukcji kwasu azotowego (HNO3) na katodzie wytwarzający się bezbarwny tlenek azotu(II) (NO) szybko przekształca się w kontakcie z powietrzem w brunatny tlenek azotu(IV) (NO2)
W ogniwie tym, w trakcie poboru prądu zachodzą następujące reakcje chemiczne na elektrodach:
- anoda (utlenianie cynku):

Zn ⇌ Zn+
2 + 2e−
     ε0 = −0,76 V
- katoda (redukcja azotanu):

NO−
3 + 4H+
 + 3e−
 ⇌ NO + 2H
2O     ε0 = 0,96 V
- sumarycznie:

3Zn + 8H+
 + 2NO−
3 ⇌ 3Zn+
2 + 2NO + 4H
2O     ε0 = 1,72 V